# جمال عبد الكريم الدبان
جمال عبد الكريم الدبان الحيالي التكريتي مفتي الديار العراقية سابقا من أعلام علماء العراق.

## سيرته
ولد سنة 1942 في قضاء تكريت بمحافظة صلاح الدين من عائلة دينية معروفة، عُين مفتي للديارالعراقية بعد وفاة والده عبد الكريم الدبان، ويرتبط بعلاقات بأغلب العلماء العراقيين، وله العديد من المؤلفات والكتب ، ودرس العلوم الشرعية، والعربية، والعقلية، فيها وفي سامراء، على العلماء الأجلاء المشاهير: جمال عبد الكريم الدبان التكريتي مفتي الديار العراقية سابقا من أعلام فهماء العراق، وهوابن عبد الكريم الدبان التكريتي، ولد عام 1942 في قضاء تكريت في محافظة صلاح الدين من عائلة دينية معروفة والده مفتي الديار العراقي الأسبق. وقد تقلد منصب دار الأفتاء بعد انتخابة من قبل مجلس الأفتاء العراقي في سبتمبر 2005 بعد وفاته المفتي عبد الكريم المدرس وقد توفى جمال عبد الكريم الدبان يوم الاحد في تاريخ17/06/2007 عن عمر ناهز الـ70 عاما. وقد عانى من سقم عضال في القلب والذي ادى إلى الوفاة. يذكر ان الشيخ قد اعتقل من قبل قوات الاحتلال الأمريكية في مدينة تكريت وتم اطلاق سراحه على اثر مظاهرات كبيرة في المدن السنية مطالبة بالأفراج عنه مما دفع قوات الاحتلال ان تنصاع وتفرج عنه.